# Sindaci di Potsdam
Di seguito l'elenco cronologico dei sindaci di Potsdam e delle altre figure apicali equivalenti che si sono succedute nel corso della storia.

## Repubblica di Weimar (1918-1933)
| Sindaci (Oberbürgermeister) (1918-1933) | Sindaci (Oberbürgermeister) (1918-1933) | Sindaci (Oberbürgermeister) (1918-1933) | Sindaci (Oberbürgermeister) (1918-1933) | Sindaci (Oberbürgermeister) (1918-1933) |
| Nominativo                              | Partito                                 | Partito                                 | Mandato                                 | Mandato                                 |
| Nominativo                              | Partito                                 | Partito                                 | Inizio                                  | Fine                                    |
| --------------------------------------- | --------------------------------------- | --------------------------------------- | --------------------------------------- | --------------------------------------- |
| Kurt Vosberg                            |                                         | Indipendente                            | 1918                                    | 1923                                    |
| Arno Rauscher                           |                                         | Partito Popolare Nazionale Tedesco      | aprile 1924                             | 1933                                    |

## Germania nazista (1933-1945)
| Sindaci (Oberbürgermeister) nominati dal governo (1933-1945) | Sindaci (Oberbürgermeister) nominati dal governo (1933-1945) | Sindaci (Oberbürgermeister) nominati dal governo (1933-1945) | Sindaci (Oberbürgermeister) nominati dal governo (1933-1945) | Sindaci (Oberbürgermeister) nominati dal governo (1933-1945) |
| Nominativo                                                   | Partito                                                      | Partito                                                      | Mandato                                                      | Mandato                                                      |
| Nominativo                                                   | Partito                                                      | Partito                                                      | Inizio                                                       | Fine                                                         |
| ------------------------------------------------------------ | ------------------------------------------------------------ | ------------------------------------------------------------ | ------------------------------------------------------------ | ------------------------------------------------------------ |
| Arno Rauscher                                                |                                                              | Indipendente                                                 | 1933                                                         | marzo 1934                                                   |
| Hans Friedrichs                                              |                                                              | Partito Nazionalsocialista Tedesco dei Lavoratori            | marzo 1934                                                   | 1945                                                         |

## Zona di occupazione sovietica/Repubblica Democratica Tedesca (1945-1990)
| Sindaci (Oberbürgermeister) (1945-1990) | Sindaci (Oberbürgermeister) (1945-1990) | Sindaci (Oberbürgermeister) (1945-1990)  | Sindaci (Oberbürgermeister) (1945-1990) | Sindaci (Oberbürgermeister) (1945-1990) |
| Nominativo                              | Partito                                 | Partito                                  | Mandato                                 | Mandato                                 |
| Nominativo                              | Partito                                 | Partito                                  | Inizio                                  | Fine                                    |
| --------------------------------------- | --------------------------------------- | ---------------------------------------- | --------------------------------------- | --------------------------------------- |
| Friedrich Bestehorn                     |                                         | Partito Comunista di Germania            | 1945                                    | 19 maggio 1945                          |
| Heinz Zahn                              | ?                                       | ?                                        | 19 maggio 1945                          | 1945                                    |
| Walter Paul                             |                                         | Partito Socialista Unificato di Germania | 1945                                    | 1951                                    |
| Kurt Promnitz                           |                                         | Partito Socialista Unificato di Germania | 1951                                    | 1957                                    |
| Wilhelm Rescher                         |                                         | Partito Socialista Unificato di Germania | 1957                                    | 1961                                    |
| Brunhilde Hanke                         |                                         | Partito Socialista Unificato di Germania | 24 settembre 1961                       | 1984                                    |
| Wilfried Seidel                         |                                         | Partito Socialista Unificato di Germania | 1984                                    | maggio 1989                             |
| Manfred Bille                           |                                         | Partito Socialista Unificato di Germania | maggio 1989                             | maggio 1990                             |

## Repubblica Federale di Germania (dal 1990)
| Sindaci (Oberbürgermeister) eletti direttamente dai cittadini (dal 1990) | Sindaci (Oberbürgermeister) eletti direttamente dai cittadini (dal 1990) | Sindaci (Oberbürgermeister) eletti direttamente dai cittadini (dal 1990) | Sindaci (Oberbürgermeister) eletti direttamente dai cittadini (dal 1990) | Sindaci (Oberbürgermeister) eletti direttamente dai cittadini (dal 1990) | Sindaci (Oberbürgermeister) eletti direttamente dai cittadini (dal 1990) | Sindaci (Oberbürgermeister) eletti direttamente dai cittadini (dal 1990) |
| Nominativo                                                               | Partito                                                                  | Partito                                                                  | Mandato                                                                  | Mandato                                                                  | Elezione                                                                 |                                                                          |
| Nominativo                                                               | Partito                                                                  | Partito                                                                  | Inizio                                                                   | Fine                                                                     | Elezione                                                                 |                                                                          |
| ------------------------------------------------------------------------ | ------------------------------------------------------------------------ | ------------------------------------------------------------------------ | ------------------------------------------------------------------------ | ------------------------------------------------------------------------ | ------------------------------------------------------------------------ | ------------------------------------------------------------------------ |
| Horst Gramlich                                                           |                                                                          | Partito Socialdemocratico di Germania                                    | maggio 1990                                                              | 1993                                                                     | Elezione 1990                                                            |                                                                          |
| Horst Gramlich                                                           | 1993                                                                     | Partito Socialdemocratico di Germania                                    | 17 maggio 1998                                                           | Elezione 1993                                                            |                                                                          |                                                                          |
| Matthias Platzeck                                                        |                                                                          | Partito Socialdemocratico di Germania                                    | 4 novembre 1998                                                          | 26 giugno 2002                                                           | Elezione 1998                                                            |                                                                          |
| Jann Jakobs                                                              |                                                                          | Partito Socialdemocratico di Germania                                    | 28 novembre 2002                                                         | 2010                                                                     | Elezione 2002                                                            |                                                                          |
| Jann Jakobs                                                              | 2010                                                                     | Partito Socialdemocratico di Germania                                    | 28 novembre 2018                                                         | Elezione 2010                                                            |                                                                          |                                                                          |
| Mike Schubert                                                            |                                                                          | Partito Socialdemocratico di Germania                                    | 28 novembre 2018                                                         | in carica                                                                | Elezione 2018                                                            |                                                                          |